# Trochosa iviei
Trochosa iviei là một loài nhện trong họ Lycosidae.
Loài này thuộc chi Trochosa. Trochosa iviei được Willis J. Gertsch & Alfred Russel Wallace miêu tả năm 1937.